# Мехротра, Тулика
Ту́лика Мехро́тра (англ. Tulika Mehrotra) — американская писательница и журналист индийского происхождения. Известна в Индии благодаря своему дебютному роману «Delhi Stopover» («Остановка в Дели», 2012), а также публикациям в ведущих журналах Индии.

## Биография
Тулика Мехротра родилась в Лакхнау, Индия. С детства жила на Среднем Западе, в Чикаго, однако часто посещала Индию.
Степень бакалавра в области финансов получила в Иллинойсском университете в Урбане-Шампейне. По словам Тулики, будучи студенткой она меняла свою специализацию дважды прежде чем остановиться на финансах. Окончив обучение на семестр раньше ожидаемого, она решила в освободившееся время продолжить обучение в Великобритании и обучалась в бизнес-школе ICMA в Университете Рединга, где свободное время проводила в соседнем Лондоне.
После окончания обучения, Тулика Мехротра устроилась на работу в компанию розничной торговли одеждой как покупатель со стороны компании (товаровед). Ощущая недостаток знаний о сбыте и моде, она подала заявки на поступление в художественные учебные заведения в различных странах. К её удивлению, её приняли в Европейский институт дизайна (итал. Istituto Europeo di Design) в Милане, Италия, где она стала обучаться на модельера. Годом позже она получила диплом магистра по этой специальности. Во время обучения в Европе она путешествовала по европейским странам. После обучения, перед переездом в Нью-Йорк, она также несколько месяцев изучала французский язык в Париже.
Тулика работала некоторое время корпоративным покупателем на Манхэттене в Швейном квартале, однако была очень недовольна этой работой. В результате, она переехала назад в Чикаго, где начала собственный медиабизнес. После этого, в 2008 году, она переехала в Лос-Анджелес.
Все ещё недовольная собственной карьерой, она прислушалась к предложению своего отца написать книгу и начала писать об Индии, куда совершила несколько исследовательских поездок. После почти трех лет «написания, переписывания и предлагания агентам» Тулика настолько устала, что серьёзно подумывала закончить своё начинание изданием книги собственными средствами. Однако в 2011 году она наконец получила предложение от Penguin Books India на издание двух книг с возможностью издания третьей.
Когда её первая книга была почти готова и находилась в процессе редактирования, поскольку Тулика Мехротра завела знакомства со многими редакторами, ей начали поступать предложения написать те или иные статьи для ведущих журналов. С тех пор она публиковалась в таких журналах как Elle, Vogue, Grazia India Today, и Men's Health. В частности, она брала интервью у знаменитостей мирового уровня.

## Творчество

### Остановка в Дели
Дебютный роман Тулики Мехротры «Остановка в Дели» (англ. Delhi Stopover) вышел в октябре 2012 года в издательстве Penguin Books India. Главный герой книги — неудавшаяся амбициозная актриса из США, которая приехала в Дели после разрыва со своим парнем. В Индии она не по собственному желанию ввязывается в бурлящий столичный мир моды.
В книге описываются фундаментальные изменения происходящие с современной Индией и её молодым поколением. Роман неприкрыто изображает подробности индустрии моды в Дели и затрагивает такие проблемы как расизм и наркомания. По словам автора, она не собиралась писать ни женский роман, ни «лёгкую литературу», а её целью было «предложить что-то существенное».
Действие происходит в Нью-Дели, который, согласно словам писательницы, является очень современным и значительно более передовым чем Нью-Йорк, Чикаго или Лос-Анджелес. Целью Тулики Мехротры было показать не старый стереотипический образ Индии застрявший в мировой литературе и кинематографе, а отобразить её другую сторону — динамично развивающуюся и глобализированную.
Во время написания книги Тулика провела месяцы с модельерами и моделями чтобы разузнать подробности закулисной жизни индийской фешн-индустрии. Среди своих источников информации она называет Таруна Тахилиани и Совет моды Индии (англ. Fashion Design Council of India).
Изначально черновик книги был значительно более объёмным по сравнению с изданной версией. В некоторый момент Тулика осознала, что книга стала слишком большой чтобы быть «усваиваемой» и что она могла бы разделить рукопись на две книги. Таким образом появилась идея её следующего романа Crashing B-Town.

### Crashing B-Town
Роман «Crashing B-Town» является продолжением книги «Остановки в Дели». История, завязавшаяся в Нью-Дели, продолжается в Мумбаи. Главная героиня Лила теперь попадает в индийскую киноиндустрию.
Пока Тулика Мехротра жила в Лос-Анджелесе, она многое узнала о голливудском кинематографе. Ей было интересно провести параллели между американской и индийской киноиндустриями, однако когда начала писать свою первую книгу, она поняла что множество стереотипов о «Болливуде» являются устарелыми.

## Внешние ссылки
- Персональный сайт  (англ.)
- Тулика Мехротра на Facebook  (англ.)